# Anochetus levaillanti
Anochetus levaillanti é uma espécie de formiga do gênero Anochetus, pertencente à subfamília Ponerinae.